# Čakov (okres Benešov)
Čakov (Duits: Tschakau) is een Tsjechische gemeente in de regio Midden-Bohemen en maakt deel uit van het district Benešov. Het dorp ligt op 14 km afstand van de stad Benešov en op 40 km afstand van Praag.
Čakov telt 128 inwoners (2024).

## Geografie
De gemeente Čakov bestaat uit de volgende plaatsen:
- Čakov;
- Tatouňovice;
- Vlkov.

## Geschiedenis
De eerste schriftelijke vermelding van het dorp dateert van 1226.
Sinds 1960 maakt Čakov deel uit van het district Benešov.

## Verkeer en vervoer

### Autowegen
Er leiden regionale wegen naar het dorp. Op 2 km afstand ligt snelweg D1.

### Spoorlijnen
Er is geen station in (de buurt van) het dorp.

### Buslijnen
Er zijn vier bushaltes in en rond het dorp, die allen worden bediend door lijn 798 Benešov - Ostředek van ČSAD Benešov.

### Fiets- en wandelroutes
Fietsroute 0073 Benešov - Okrouhlice - Čakov - Ostředek - Český Šternberk loopt door het dorp. Ook de wandelroute Bělčice - Ostředek - Čakov - Vlkov - Čensko loopt door het dorp.

## Voorzieningen
Er is een openbare zwemgelegenheid in het dorp.

## Bezienswaardigheden
- Dorpskapel

## Galerij

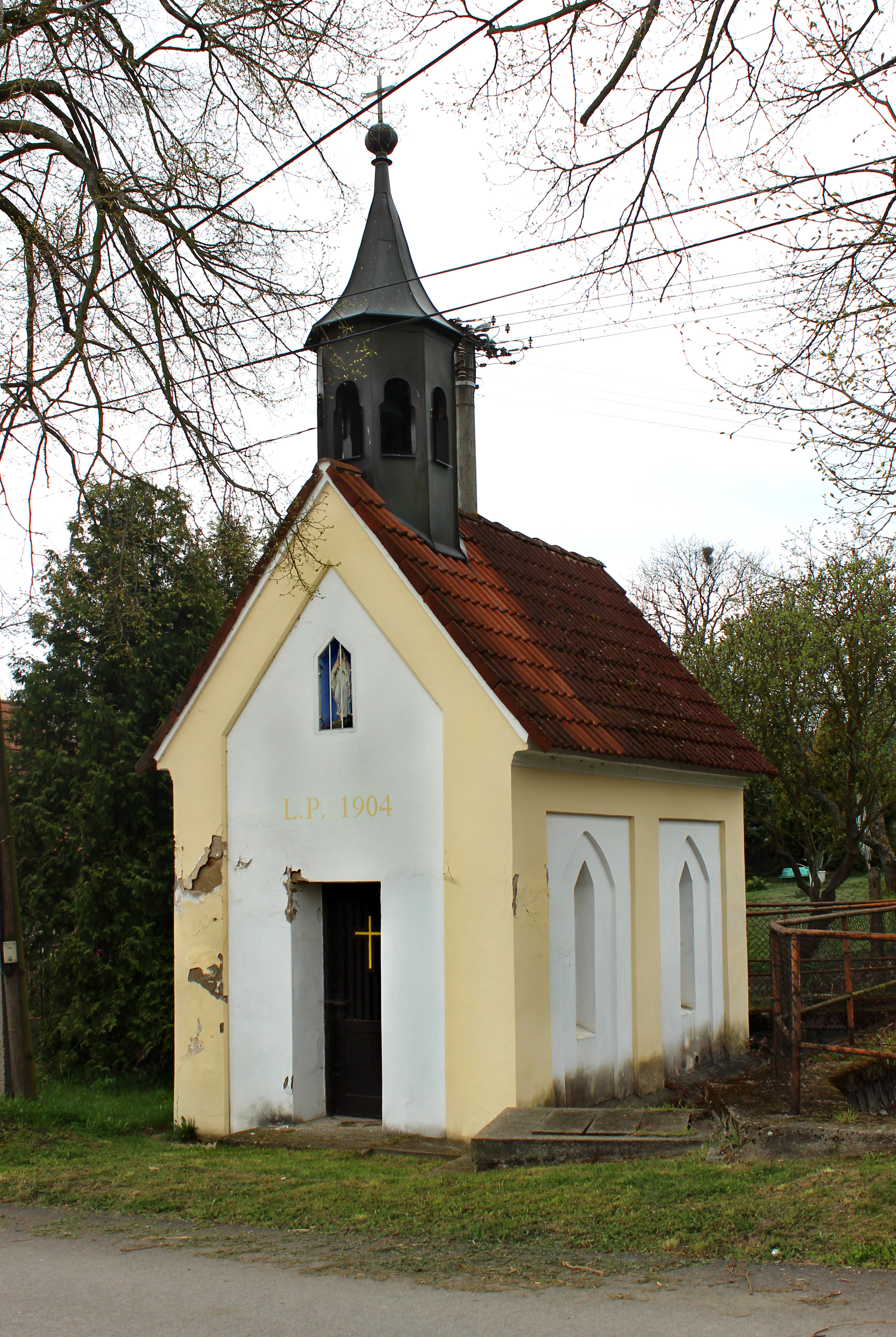
Dorpskapel (2014)
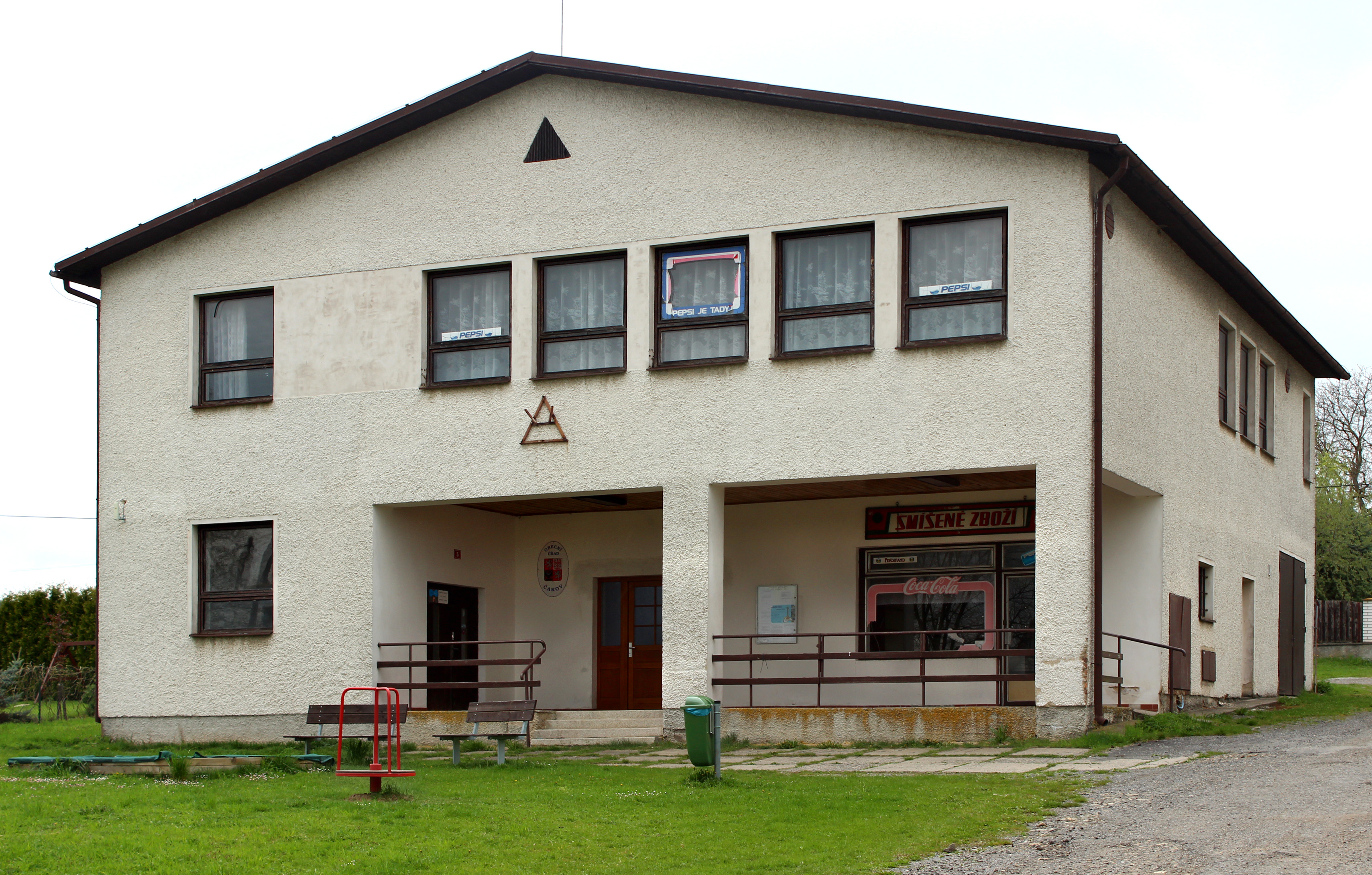
Gemeentehuis (2014)
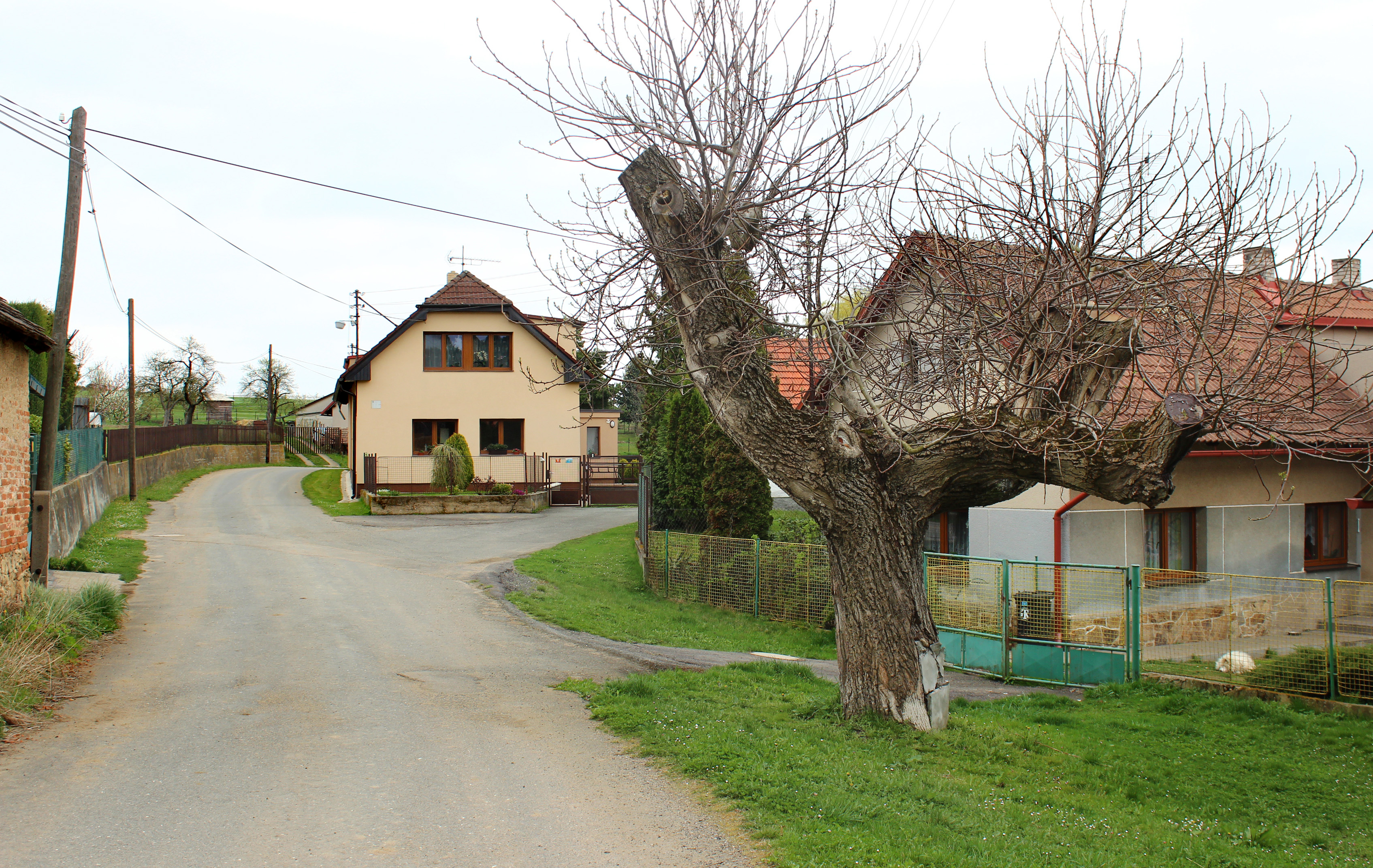
Zijstraat in het dorp (2014)
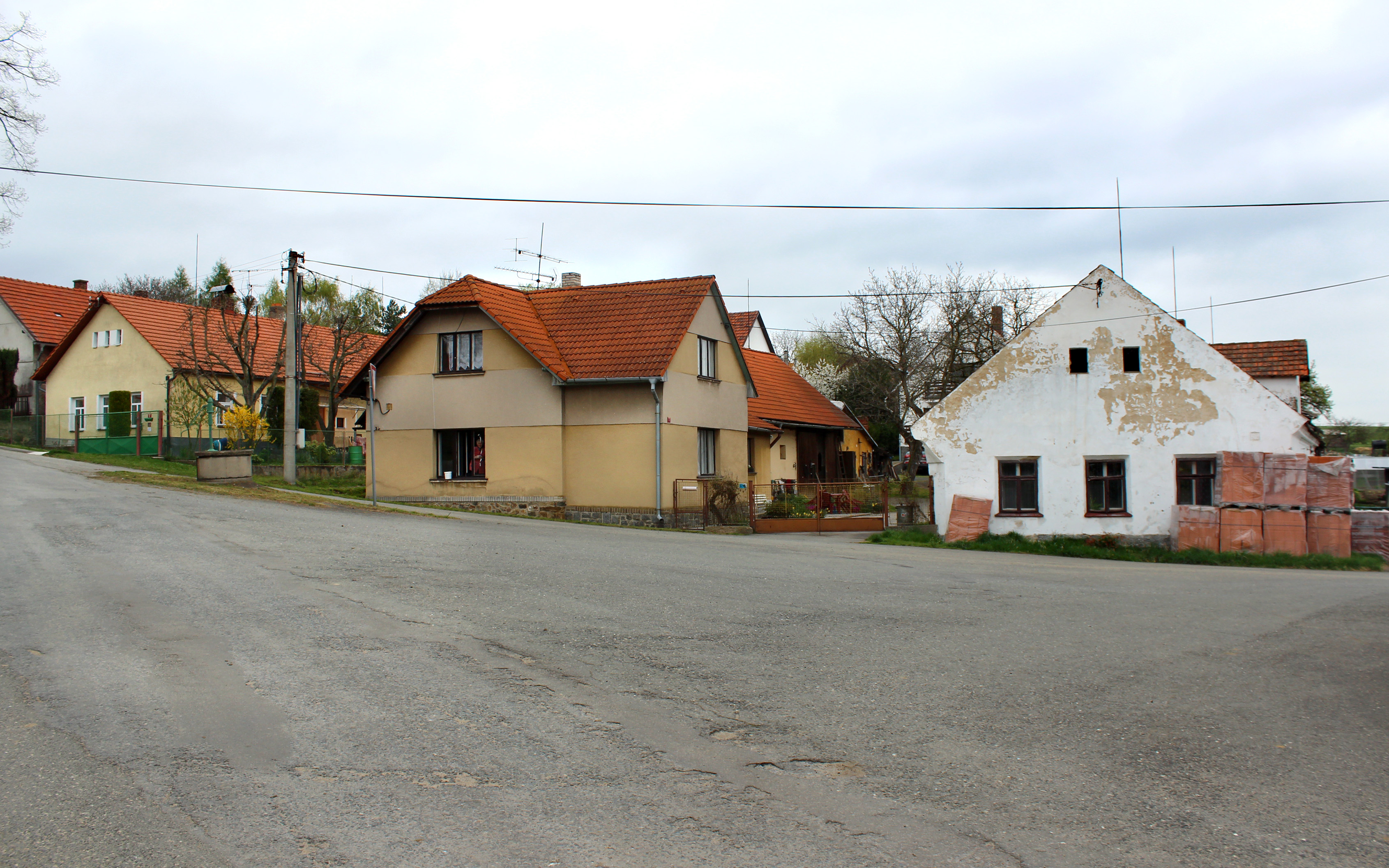
Huizen in het dorp (2014)
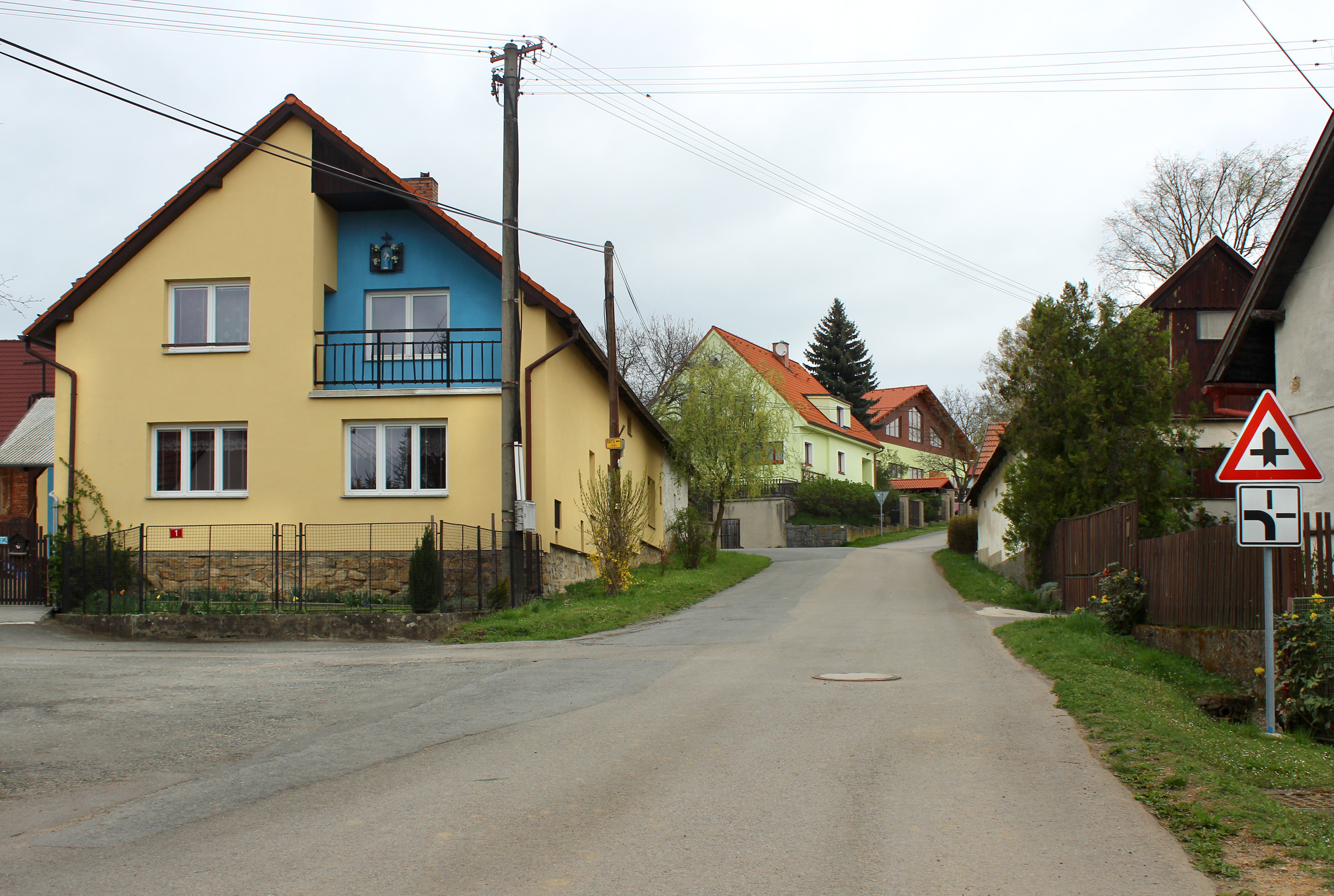
Weg naar Ostředek (2014)
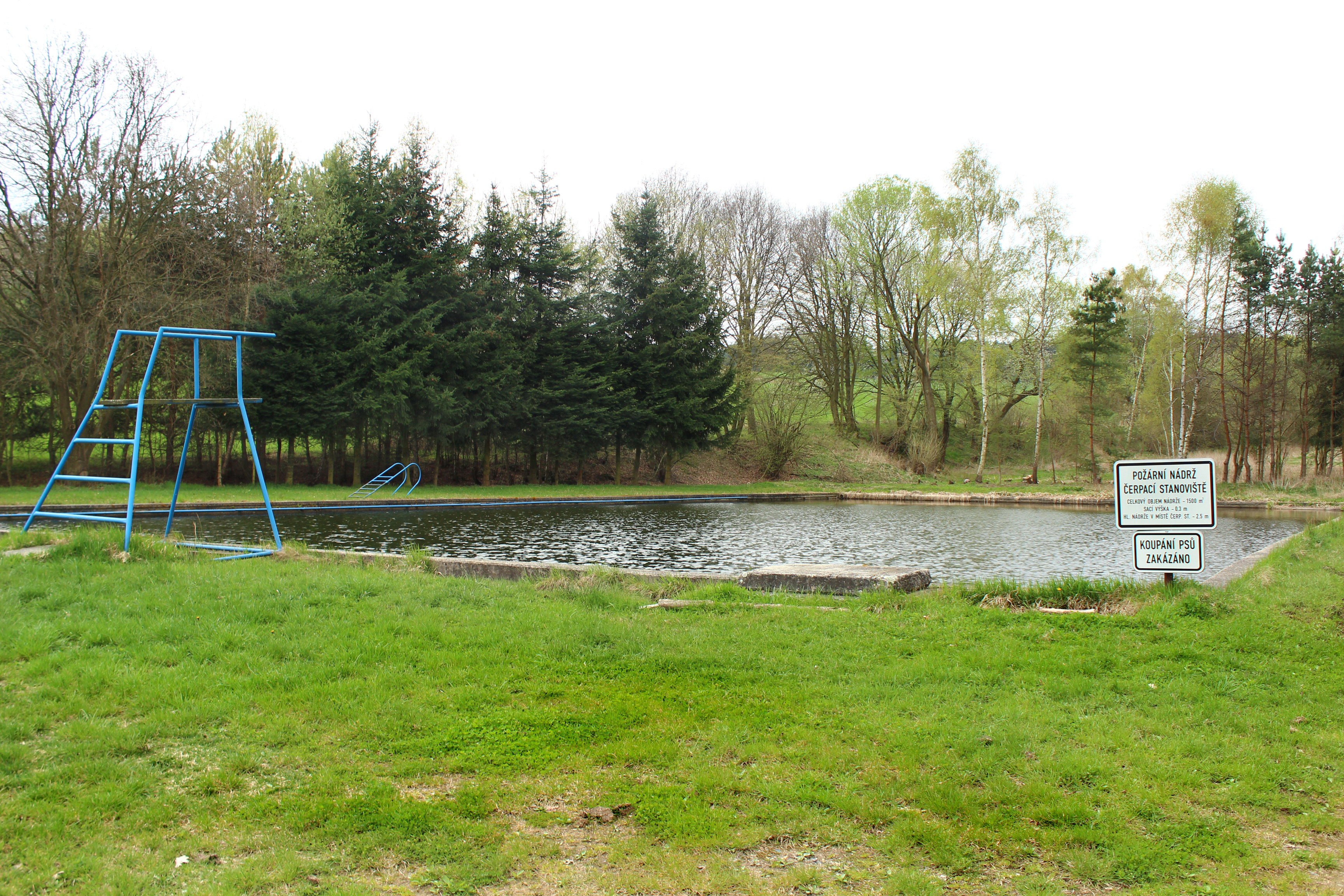
Openbaar zwembad (2014)